# Pseudobagarius nitidus
Pseudobagarius nitidus es una especie de pez de la familia Akysidae en el orden de los Siluriformes.

## Morfología
• Los machos pueden llegar alcanzar los 4,1 cm de longitud total.

## Distribución geográfica
Se encuentra en el Sudeste asiático: río Mekong en Laos.